# Ulrik Adolph Danneskiold-Samsøe
Ulrik Adolph greve Danneskiold-Samsøe (døbt 16. juli 1723 i Holmens Kirke, død 3. juni 1751 på Gisselfeld) var en dansk søofficer.
Han blev født 16. juli 1723, søn af grev Christian Danneskiold-Samsøe og Conradine Christine f. komtesse Friis. 16 år gammel udnævntes han til kaptajn i Søetaten og avancerede gennem de forskellige grader, senest til schoutbynacht (kontreadmiral) i året 1746. Hans hurtige karriere skyldte han nærmest sin indflydelsesrige farbroder grev Frederik Danneskiold-Samsøe, der den gang var marinens overbestyrer, og som også forskaffede ham kammerherretitlen. 1744 udnævntes han til assessor i Admiralitetet, året efter til chef for linjeskibet Prinsesse Charlotte Amalie i viceadmiral Rasmus Krags eskadre og senere for Elefanten, på hvilket hans onkel med titel af generaladmiral-løjtnant havde sit flag vajende. 1746 udsendtes han som chef for linjeskibet Oldenborg tillige med 2 andre linjeskibe til Middelhavet, hvor han sluttede en for Danmark hæderlig fred med Bejen af Algier. 19. juli 1743 ægtede han sin kusine, nævnte grev Frederik Danneskiold-Samsøes datter, Sophie Dorothea (13. maj 1726 – 16. april 1766) og døde efter 8 års ægteskab 3. juni 1751 på Gisselfeld.
Han ejede Løvenholm.